# Gotta Go!
Gotta Go!是香港女子組合COLLAR於2022年4月29日通過大國文化集團發行的第三首單曲，由C. Y. Kong作曲、編曲，C. Y. Kong和謝國維監製，Oscar作詞。是寶礦力水特首支廣東話廣告歌。
歌曲推出後劣評如潮，因為網友指這歌曲涉嫌抄襲日本二人組合YOASOBI的歌曲向夜晚奔去，其音樂錄影帶受到負評轟炸，作曲擔當C. Y. Kong更被封為「音樂裁縫」。

## 製作
Gotta Go!由C. Y. Kong身兼作曲、編曲、監製三職，Oscar作詞，謝國維也是監製之一。歌曲時長3分26秒，以B小調創作，每分鐘129拍，主題是「Power of Sweat」，是一首節奏輕快、充滿夏日氣色的日系歌曲。為配合寶礦力的一貫形象，成員造型和單曲封面均以藍、白二色作主調。

## 發行及宣傳

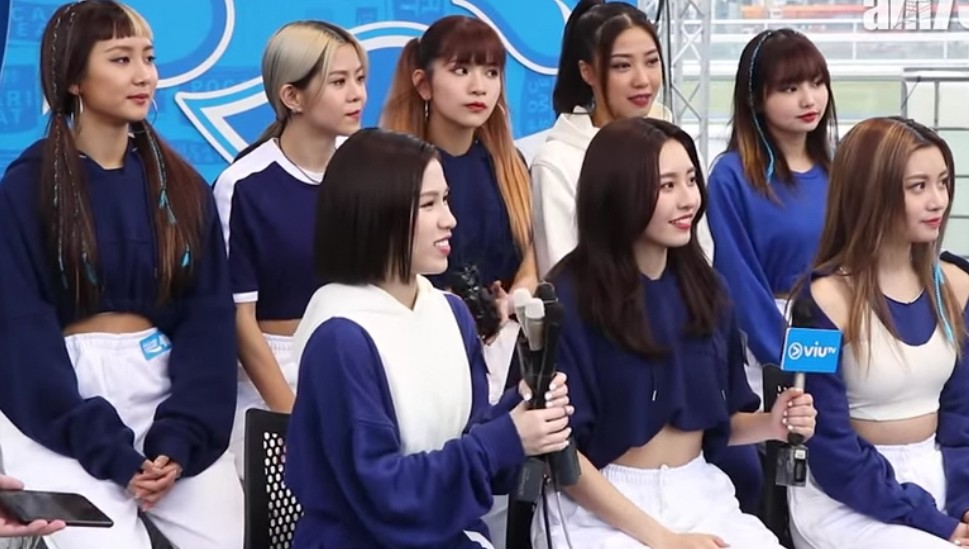
COLLAR八位成員於1月24日成為寶礦力代言人，在尖沙咀進行簽約儀式

COLLAR在出道12天便成為寶礦力廣告代言人，是寶礦力首支廣東話廣告歌，也是COLLAR接下的第一個廣告。1月24日在尖沙咀舉行發佈會進行簽約儀式。拍攝MV時期為2天，期間為拍出夏日的感覺八位成員不惜把衣服弄濕，恰巧拍攝的時候是冬天，令成員蘇芷晴（So Ching）病倒，因此只能拍攝其中一天的鏡頭；成員們甚至要在日落時跳進水中。
經過兩個月的籌備後，寶礦力官方在3月30日發出預告片，隔日廣告正式上架。8位成員的個人宣傳短片陸續於IG上載，在4月28日，COLLAR官方發布MV預告片段和宣傳照片。隔天中午12時，Gotta Go!於《叱咤樂壇》首播。當晚8時歌曲上架各大音樂平台，亦同時首播MV。

## 串流平台榜單表現

### 日榜
| 地區 | 音樂串流平台 | 榜單         | 最高排名 |
| ---- | ------------ | ------------ | -------- |
| 臺灣 | KKBOX        | 粵語新歌日榜 | 8        |
| 香港 | KKBOX        | 本地新歌日榜 | 5        |
| 香港 | KKBOX        | 本地單曲日榜 | 7        |
| 香港 | KKBOX        | 綜合新歌日榜 | 5        |
| 香港 | Spotify      | 最Hit粵語榜  | 8        |

### 週榜
| 地區     | 音樂串流平台 | 榜單         | 最高排名 |
| -------- | ------------ | ------------ | -------- |
| 臺灣     | KKBOX        | 粵語新歌週榜 | 11       |
| 新加坡   | KKBOX        | 粵語新歌週榜 | 9        |
| 马来西亚 | KKBOX        | 粵語新歌週榜 | 27       |
| 香港     | KKBOX        | 本地新歌週榜 | 5        |
| 香港     | KKBOX        | 本地單曲週榜 | 8        |
| 香港     | KKBOX        | 本地專輯週榜 | 9        |

## 反應
歌曲MV上架4小時已突破10萬點擊，不足24小時點擊率已破25萬。十一天點擊率突破一百萬。

### 網民
有網民於連登討論區指出歌曲與日本二人組合YOASOBI的歌曲向夜晚奔去相似，特別是中後段的旋律最為相似；而開場的部份則被認為與King Cream Soda演唱的《妖怪手錶》開場曲妖怪碰碰之歌相似，亦有人認為開場部份和《入間同學入魔了！》主題曲類似。網民直指作曲C. Y. Kong並非第一次抄襲，稱他是「音樂裁縫」；又有網民發現C. Y. Kong有追蹤YOASOBI兩位成員的Instagram，推斷他應該欣賞YOASOBI的歌曲，故不可能未聽過他們的音樂。有網民甚至將向夜晚奔去和Gotta Go!合併成一支影片上傳網絡。
網民普遍認為責任不在COLLAR的八位成員身上，創作團隊的責任較大，批評製作團隊把關不力。對於網上的批評，作曲C. Y. Kong在IG限時動態上帖出分別來自香港、台灣及日本的三首歌曲，其中一首是由他作曲的深息，疑似是想表達各地都會出現旋律相同的歌曲，但沒有正面回應。經理人戴穎則在4月30日的下午發出帖子，說「責任全在我身上」，表示會汲取今次教訓繼續努力。由於C. Y. Kong一直未正式回應，大批網民湧入他的社交賬號，指責他連累COLLAR，紛紛要求他道歉。
有部份網民為COLLAR站台，指出音符不多，旋律一樣不足為奇，算不上抄襲。亦有網民指MV拍得很好，充滿青春活力，顏值「爆燈」。

### 專業評價
電子音樂製作人MAEL於4月30日在他的社交賬號上對比Gotta Go!及向夜晚奔去，表示「包庇抄襲最終受害的是偶像和你們的耳朵」。而音樂人李澤民（CM）亦轉發MAEL的帖文，認為「在香港玩音樂不容易，希望大家精益求精」。香港月刊《JET》的樂評人余建認為此歌是當時COLLAR最好聽及最具女團風格的歌曲，對於它有抄襲之嫌，感到可惜，但他亦覺得以相似度來看明顯是抄襲。

## 影響
受此事件影響，COLLAR先前發行的單曲Never-never land和Call My Name!亦陷入抄襲風波，加上製作團隊多次未有回應，令不少粉絲選擇不再追蹤COLLAR。Gotta Go!的MV在YouTube上的不喜歡數有5.4萬，而喜歡數只有2.7萬。
其後，自2024年起寶礦力改為起用另一女子組合Beanies擔任代言人。

## 商業搭配
| 名字      | 搭配項目               | 來源  |  |
| --------- | ---------------------- | ----- |  |
| Gotta Go! | 寶礦力水特香港區廣告歌 | [ 3 ] |  |